# Thierry Melot
Pour les articles homonymes, voir Melot.
Thierry Melot, né le 1er mars 1945 à Neuilly-sur-Seine, est architecte et urbaniste. Diplômé de l’école nationale supérieure des beaux-arts de Paris en 1970, il se consacre essentiellement à la direction artistique des équipes de conception des agences qu’il a créées. Il est membre de l’ordre des architectes d’Île-de-France et du Sénégal.

## Biographie
Un an après son diplôme, en 1971, Thierry Melot devient architecte conseil du ministre de l’urbanisme à Dakar, puis architecte coordinateur du schéma directeur de développement touristique de la Petite Côte du Sénégal de 1972 à 1975.
À partir de cette mission, il fonde une première agence à Dakar, le bureau d’études Henri Chomette (BEHC) Sénégal, associé à Henri Chomette, architecte reconnu de l’Afrique francophone, et à l’urbaniste Roland Depret, issu du Secrétariat des missions de l’urbanisme et de l’habitat (SMUH). Le Président de la République du Sénégal, Léopold Sédar Senghor lui confie successivement la construction du Ministère de l’urbanisme (1972) du centre de conférences de l’université (1973), de l’école nationale d’administration (1975), de l’hôtel Indépendance (1976), de l’institut national du développement rural (1978), de la Faculté des sciences (1980), et enfin du musée des civilisations noires, associé au mexicain Pedro Ramirez Vasquez, projet qui ne sera pas suivi d’exécution. Il est également chargé de créer l’ordre des architectes du Sénégal en 1972 et l’école d’architecture de Dakar en 1973 où il enseigne jusqu’en 1981, et publie des recherches théoriques.

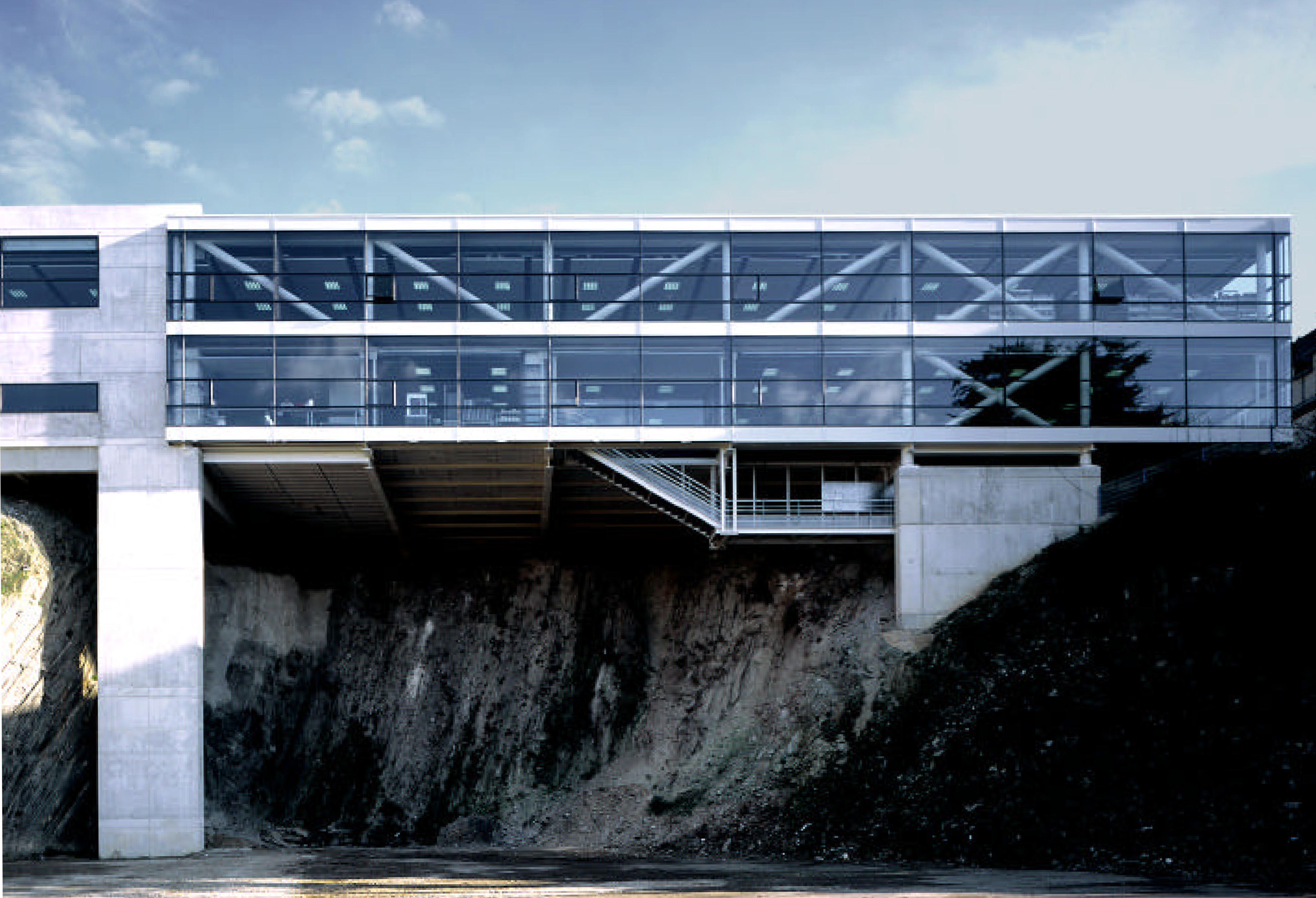
Photographie de la façade nord du lycée Saint-Louis de Chateaulin

Le renouvellement de l’architecture française sous la présidence de François Mitterrand à compter des années 1980 l’incite à rejoindre Paris, ou il fonde en 1984 avec Dominique Armand, administrateur et développeur de sociétés, l’agence Armand, Melot et associés (AMA), qui se voit confier plusieurs réalisations de bureaux autour de la Défense (le Diamant pour Total, Rueil 2000 pour Accor, Colisée pour Newbridge, ainsi que des opérations de logements, en particulier les quartiers Charras Nord et Fauvelles à Courbevoie. Il est aussi le lauréat d’un des concours dits « du Président », pour la construction de la faculté de lettres et de sciences humaines de l’université d’Orléans en 1984. Il remporte également les concours du musée des télécommunications de Pleumeur-Bodou en 1985, du siège de BP France en 1988, de la banque centrale de l’Iran en 1992, de la rénovation et de l’extension de l’école polytechnique de Palaiseau en 1994, de l’extension du lycée de Chateaulin en 1996 — récompensé du grand prix d’architecture de Bretagne de 1998 —, de la presqu’île de Lyon Confluence en 1997, et du schéma directeur de développement touristique du sud de Bahreïn en 2000. Il s’est également engagé entre 1990 et 2000 dans des compétitions importantes avec des architectes internationaux : Norman Foster, Santiago Calatrava, César Pelli et Oriol Bohigas respectivement pour le grand stade de Saint-Denis (1992), pour le sixième pont de franchissement de la Seine à Rouen (1999), et pour la tour Granite (2002), siège de la Société générale à La Défense, et  pour la création du plan-guide de Lyon Confluence (1997), ce dernier projet étant le seul à avoir été suivi de réalisation. En 1996, Éric Foillard, ancien président de Investor France, succède à Dominique Armand à la direction des finances et du développement d’Armand, Melot et associés, devenue Ateliers Melot et Associés.
Le non-renouvellement du contrat de Lyon Confluence en 2000 à la suite du retrait de Raymond Barre de la vie politique, ayant entraîné la fermeture d’Ateliers Melot et associé, il crée une nouvelle société en 2001, rejoint par d’anciens collaborateurs : Vincent Bertin, président depuis 2001, Alain Robert de 2001 à 2006, Philippe Fabre depuis 2006, puis Liguo Li depuis 2008 deviennent successivement ses associés au sein de la société ama architecture, dont il est le directeur général et le principal actionnaire.
De 2000 à 2012, il assure la vice-présidence de l’association des architectes français à l’export (AFEX) qu’il a contribué à créer.
En parallèle, il remporte en 2003 avec la SETEC, l’agence TER et Michel Macary (SCAU) la création d’une ville nouvelle de 26 000 logements et 130 000 habitants, à Bahreïn, dont les infrastructures réalisées en 2006 sont gagnées sur la mer par un remblai de 800 ha.

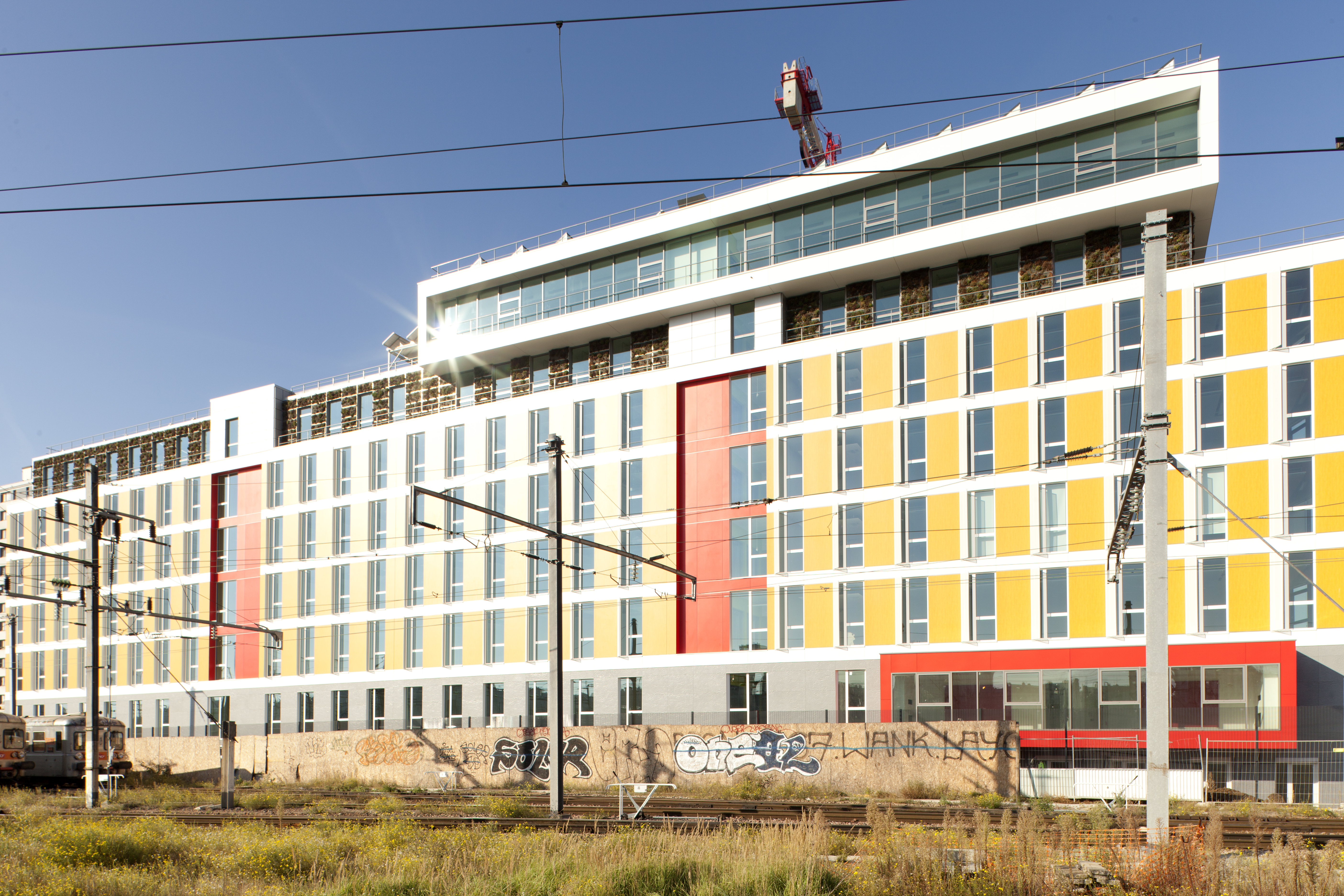
Façade est de l’incubateur d’entreprises PRINE

Puis, il est lauréat de plusieurs concours d’urbanisme à l’international : études de définition du front de mer et du tramway de Papeete en 2004, schéma directeur de la nouvelle capitale administrative du Sénégal à Meckhe en 2006, études d’urbanité de la Défense en 2008,, station touristique de Kala Iris au Maroc en 2009, puis quatre projets majeurs en Chine : la ville nouvelle de Hengqin près de Macao, la création des berges de la rivière des Perles à Shunde, les ports de Nansha, près de Guangzhou, et la cité des industries créatives de Songzhuang, près de Beijing en 2010, 2011 et 2012. En parallèle, il réalise en tant qu’architecte maître d’œuvre la transformation en hôpital du handicap de l’usine EADS de Châtillon, les 280 premiers logements de la ZAC de Mantes-Université avec Christian Hauvette, l’institut du gaz et du pétrole du Turkménistan à Achgabat, la résidence Éden Roc à Dakar, l’incubateur d’entreprises high-tech PRINE du quartier des Poissonniers.
Il a été président d’ama China jusqu'en décembre 2015, depuis la création de cette société et de ses filiales en 2010 à Hong Kong, Zhuhai et Shanghai, associé à l’architecte chinois Liguo Li. Il s'est vu attribuer successivement de 2010 à 2013, outre les quatre projets urbains précités, les sept tours du quartier d’affaires de Hefei et le nouveau quartier du port de Binhai à Tianjin.
En 2013, les actifs d'ama architecture ont été repris par les architectes Jean-Robert Mazaud et Richard Bliah pour créer l'agence Siama, intégrée au groupe S'international, dont Thierry Melot a été directeur associé jusqu'en décembre 2015 et a dirigé les études des schémas directeurs de l'île Qiao à Zuhai, de l'île de Hailing à Yangjiang et de la ville de Doumen à Zuhai.
En 2016, Thierry Melot devient consultant international et président France d'IFADUR, société créée à Shanghai par Liguo Li pour développer des partenariats d'architectes français et chinois.

## Distinctions
Chevalier de la Légion d'honneur du 1er janvier 2020

## Liste de réalisations
Architecture ; réalisations significatives.
1972 - 1978 : Ministère de l'Urbanisme, Dakar, Sénégal.
1973 - 1978 : Université de Dakar.
Complexe des amphithéâtres, Faculté des Sciences, Ecole des Bibliothécaires, Dakar, Sénégal.
1975 - 1978 : Ecole Nationale d’administration et de la magistrature, Dakar, Sénégal.
1977 - 1981 : Institut national de développement agronomique, Thiès, Sénégal.
1980 - 1983 : Village d’enfants SOS, Kaolack, Sénégal.
1984 - 1996 : UFR de Lettres et Sciences Humaines, Orléans La Source.
1985 - 1992 :  Musée des Télécommunications, Pleumeur-Bodou, Côtes-d'Armor.
1986 - 1988 : Réhabilitation du Dock des Alcools, Saint-Denis.
1986 - 1993 : Centre d’affaires Rueil 2000, Rueil-Malmaison.
1988 - 2008 : Réalisation du Quartier ZAC Charras Nord, logements, Courbevoie.
1988 - 1991 : Siège Social de BP France, Cergy Saint-Christophe.
1988 - 1992 : Les Ateliers de Montmartre, logements, Rue de la Fontaine du But, Paris 18e.
1989 - 1993 : Le Diamant - Extension du siège social Total, La Défense.
1990 - 1995 : Musée des Joyaux et Banque Centrale d'Iran, Téhéran, Iran.
1992 - 1997 : Immeubles de logements, ZAC des Fauvelles, Courbevoie.
1992 - 1997 : Collège et lycée Saint-Louis, Chateaulin, Finistère, Grand Prix d’Architecture de Bretagne 1998 - Lauréat.
1994 - Le Grand Stade, Saint-Denis; Primé au concours 1er tour (Avec Sir Norman Foster & Partners).
1995 - 2000 : Aménagement et réalisation de l’îlot 22, quartier des Fauvelles, logements, Courbevoie.
1995 - 1998 : Le Colisée, Immeuble de bureaux, Quartier de l’Arche, La Défense.
1995 - 2000 : Résidence, 102, Boulevard de Courcelles, Paris 17e.
1998 - 2003 : Centre de médecine physique et réadaptation L'Adapt, Thionville.
2003 - 2010 : Centre de médecine physique et réadaptation L'Adapt, Châtillon.
2003 - 2011 : Paris Région Innovation Nord Express, Incubateur et hôtel d’entreprises innovantes de la Ville de Paris, Paris 18e.
2004 - 2010 : Eden Roc, résidence, Dakar, Sénégal.
2007 - 2011 : Institut du Gaz et du Pétrole du Turkménistan, Achgabat, Turkménistan.
2011 - 2017 : Central Business District de Heifei, Chine.
2013 - 2018 : Résidence de 76 logements, rue Dailly, Saint-Cloud.
Urbanisme.
1972 - 1977 : Schéma directeur d'aménagement touristique de la Petite Côte, Sénégal.
1988 - 2008 : Aménagement du Quartier Charras, Courbevoie.
1997 - 2000 : Le Confluent du Grand Lyon, plan directeur.
1997 - 2003 : Schéma directeur d'aménagement touristique de Bahrain.
2001 - 2008 : Ville nouvelle de Bahrain Nord, pour 100.000 habitants.
2004 - 2008 : Schéma directeur du front de mer de Papeete, Tahiti.
2005 - 2008 : Nouvelle ville de Mekhe, Capitale administrative et politique pour 1 000 000 habitants, Sénégal.
2010 - 2016 : Maîtrise d'œuvre urbaine de l'île d'Hengqin pour 400.000 habitants, Zhuhai, 3e zone économique spéciale, Chine.
2015 - Plan directeur stratégique pour 2 300 000 habitants, Doumen, Chine.

### Périodiques
- Le Moniteur des travaux publics et du bâtiment  (ISSN 0026-9700) [site officiel]
- AMC Le Moniteur Architecture  (ISSN 0998-4194) [site officiel]
- Libération Next  (ISSN 1958-1440) [site officiel]
- Éthiopiques  (ISSN 0850-2005) [site officiel]
- Le Monde  (ISSN 0395-2037) [site officiel]